# الکساندر یرماچنکو
الکساندر یرماچنکو (اوکراینی: Олександр Валерійович Єрмаченко؛ زادهٔ ۲۹ ژانویهٔ ۱۹۹۳) بازیکن فوتبال اهل اوکراین است.
وی همچنین در تیم‌های ملی فوتبال Ukraine national under-18 football team و Ukraine national under-19 football team بازی کرده‌است.